# Nederlandse Oppositie Unie
De Nederlandse Oppositie Unie (NOU) is een Nederlandse voormalige politieke partij.
De initiatiefnemers waren P.J. Gaillard en Paul van Tienen. Beiden waren actief in de in 1953 opgerichte en in 1955 verboden Nationaal Europese Sociale Beweging (NESB), waarin oud-NSB'ers de nazi-idealen wilden doen herleven. Hierna richtte Gaillard de Nederlandse Conservatieve Partij (NCP) op, die minder extreem was. Die partij verkreeg bekendheid met de couppoging van NCP-lid Raymond Westerling tegen Indonesië op de Zuid-Molukken, waarna de partij ter ziele ging.
De unie werd eind 1955 opgericht als een bundeling van uiterst conservatieve bewegingen en partijtjes. De leden kwamen uit de Katholiek Nationale Partij, de Middenstandspartij, het Jong Conservatief Verbond (opvolger van de Onafhankelijke Nationale Groep) en de Partij voor Recht, Vrijheid en Welvaart alsook boeren, oud-strijders (onder andere het Veteranen Legioen Nederland) en Indische Nederlanders. De oorspronkelijke naam was Nationaal Oppositie Centrum en J.H.N. Wilken werd partijleider. Al snel volgde Gaillard hem op en de naam werd in Nederlandse Oppositie Unie veranderd. In juni 1956 deed deze NOU mee aan de Tweede Kamerverkiezingen en haalde 0,34% van de stemmen. Na dit magere resultaat viel de unie uit elkaar. Een paar leden, onder wie Hendrik Koekoek en G.W. Voortman, richtten in 1958 de Boerenpartij op, die aanmerkelijk succesvoller werd in de daaropvolgende jaren.